# Aartsbisdom Eger

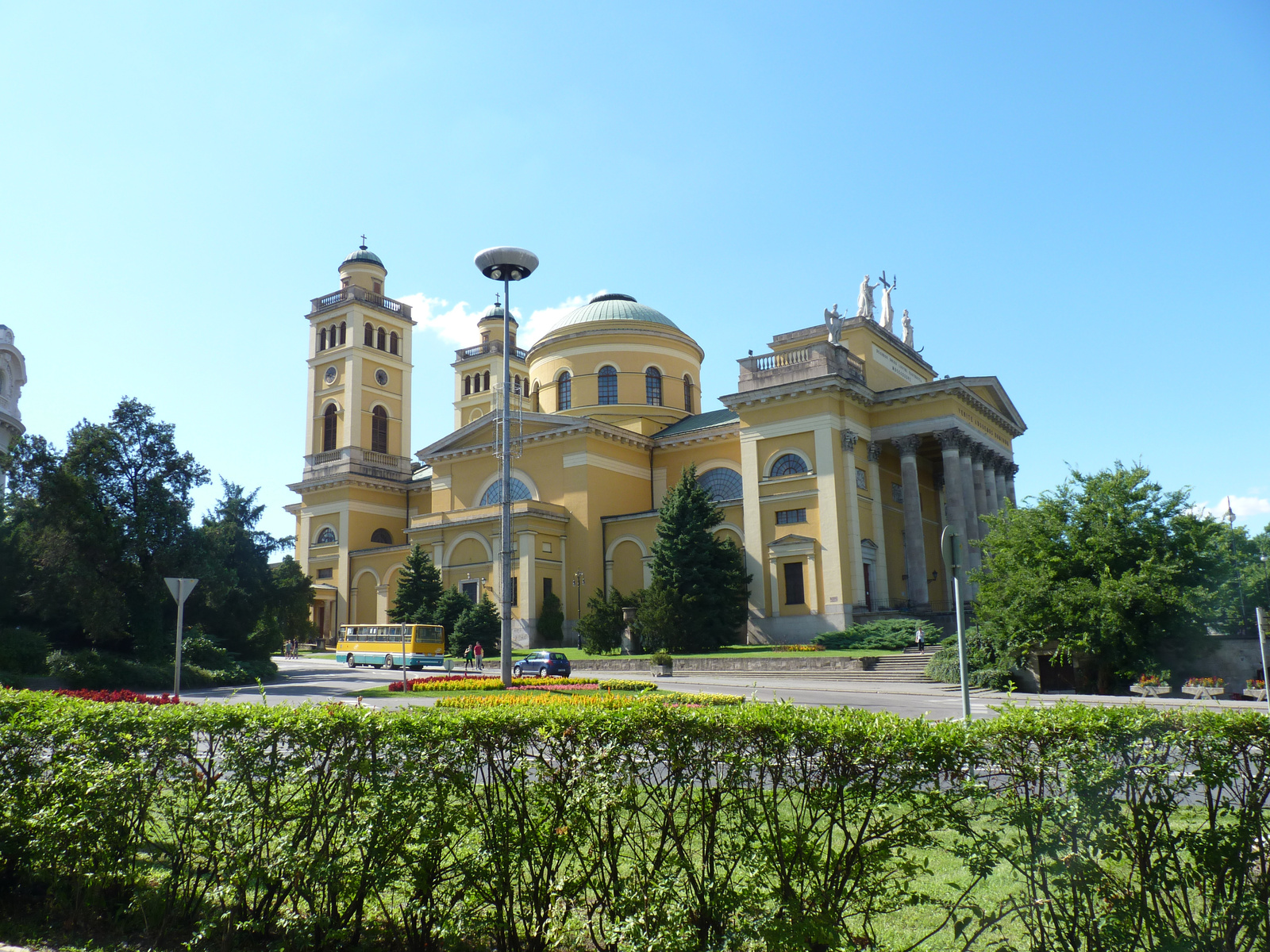
Kathedraal van Eger

Het Aartsbisdom Eger (Latijn: Archidioecesis Agriensis, Hongaars: Egri főegyházmegye) is een in Hongarije gelegen rooms-katholiek aartsbisdom met zetel in de stad Eger. De aartsbisschop van Eger is metropoliet van de kerkprovincie Eger waartoe ook de volgende suffragane bisdommen behoren:
- Bisdom Debrecen-Nyíregyháza
- Bisdom Vác

## Geschiedenis
Het bisdom Eger werd in de 10e eeuw opgericht en op 9 augustus 1804 werd het verheven tot aartsbisdom. De kerkprovincie Eger besloeg in het verleden een gebied waarvan tegenwoordig delen in Hongarije, Slowakije, Roemenië en Oekraïne liggen. Toenmalige suffragane bisdommen waren Spiš, Rožňava, Košice en Satu Mare/Szatmár.
In 1930 ging het bisdom Satu Mare op in het bisdom Oradea Mare. In 1977 werd voor het huidige Slowakije een kerkelijke structuur opgezet, waarna Spiš, Rožňava en Košice opgingen in de nieuw gecreëerde kerkprovincie Trnava. In 1993 werden de bisdommen Debrecen en Vác suffragaan gesteld aan Eger.

## Bisschoppen van Eger
De volgende personen waren bisschop (tot 1804) en aartsbisschop van Eger:
- Lukas Banfi (ca. 1141)
- Lambert (ten tijde van Béla IV)
- Thomas Ludanický (ca. 1400)
- Dénes Szécsi (1439–1440)
- Simon Rozgony (ca. 1442)
- László Héderváry (ca. 1447)
- Ascanio Maria Sforza (tot 1468)
- Johann Beckenschlager (1468–1489) (ook aartsbisschop van Salzburg en Gran)
- Gábor Rangoni
- Orbán Doczy von Nagylúcse (1486–1491)
- Rodrigo de Borgia (1491)
- Tamás Bakócz (tot 1497)
- Hyppolit Este (1497–1520)
- László Szalkai (1522–1524)
- Pavol Várdai (1524–1526) (ook aartsbisschop van Esztergom)
- Ferenc Frangepan (tot 1548)
- Nikolaus Olaho (Miklós Oláh) (1548–1554)
- František Ujlaky (3 augustus 1554 – 1 februari 1555)
- Antun Vrančić (1557 tot 17 oktober 1569) (ook aartsbisschop van Esztergom)
- István Radeczy (sinds 1572)
- In 1596 werd de bisschopszetel verplaatst naar Košice
- Stefan Szuhany (1600–1607) (Ook aartsbisschop van Kalocsa)
- Benedikt Kisdy (1648–1660)
- György Fenessy (ca. 1694)
- István Telekessy (1699 en 1702–1715) (vanaf 1689 ook bisschop van Csanád)
- Gábor Erdődy (1715–1744)
- Ferenc Barkóczy (1744–1761)
- Karl Eszterházy (1762–1799)

### Aartsbisschoppen
- Ferenc Fuchs (1804–1807)
- István Fischer de Nagy (1807–1822)
- vacant (1822–1827)
- Johann Ladislaus Pyrker (Ján Krstitel Ladislav Pyrker) (1826 – 2 december 1847) (vanaf 1819 ook bisschop van Spiš en Patriarch van Venetië)
- Jozsef Lonovics (1847–1849)
- Bela (Vojtech) Bartakovics (19 januari 1851–1873)
- Jozef Samaša (25 juli 1873 – 20 augustus 1912)
- Lajos Szmrecsányi (20 oktober 1912 – 1943)
- Giulio Czapik (7 mei 1943 – 25 april 1956)
- Pavol Brezanóczy (1959 – 11 februari 1972)
- József Bánk (2 februari 1974 – 2 maart 1978) (ook aartsbisschop van Vác)
- László Kádár, O. Cist. (2 maart 1978 – 20 december 1986)
- István Seregély (5 juni 1987 – 15 maart 2007)
- Csaba Ternyák (sinds 15 maart 2007)